# Atletismo nos Jogos Paralímpicos de Verão de 2012 - Arremesso de disco feminino
As competições de arremesso de disco feminino do atletismo nos Jogos Paralímpicos de Verão de 2012 foram disputadas entre os dias 31 de agosto e 7 de setembro no Estádio Olímpico de Londres, na capital britânica. Participaram desse evento atletas que foram divididas em 6 classes diferentes de deficiência. 

## Medalhistas

### Classe F11/12
| Ouro   | CHN Zhang Liangmin  |
| Prata  | CHN Tang Hongxia    |
| Bronze | GBR Claire Williams |

### Classe F35/36
| Ouro   | CHN Wu Qing             |
| Prata  | UKR Mariia Pomazan      |
| Bronze | AUS Katherine Proudfoot |

### Classe F37
| Ouro   | CHN Mi Na          |
| Prata  | CHN Xu Qiuping     |
| Bronze | GBR Beverley Jones |

### Classe F40
| Ouro   | MAR Najat El Garaa |
| Prata  | TUN Raoua Tlili    |
| Bronze | CHN Genjimisu Meng |

### Classe F51/52/53
| Ouro   | GBR Josie Pearson     |
| Prata  | IRL Catherine O'Neill |
| Bronze | USA Zena Cole         |

### Classe F57/58
| Ouro   | ALG Nassima Saifi |
| Prata  | BUL Stela Eneva   |
| Bronze | IRL Orla Barry    |

## F11/12
| Pos. | Atleta                        | Classe | 1     | 2     | 3     | 4     | 5     | 6     | Marca | Pontos | Notas                |
| ---- | ----------------------------- | ------ | ----- | ----- | ----- | ----- | ----- | ----- | ----- | ------ | -------------------- |
| 1 !  | CHN Zhang Liangmin            | F11    | 38,41 | 38,81 | 38,11 | 40,13 | 38,22 | 38,54 | 40,13 | 997    | Recorde paralímpico  |
| 2 !  | CHN Tang Hongxia              | F11    | 35,32 | 34,06 | 32,91 | 37,83 | 39,91 | 39,81 | 39,91 | 994    | Recorde pessoal      |
| 3 !  | GBR Claire Williams           | F12    | 33,91 | 39,12 | 38,90 | 39,63 | 36,85 | 33,68 | 39,63 | 908    |                      |
| 4    | GER Siena Christen            | F12    | 36,86 | 37,65 | 37,46 | 37,56 | 36,23 | 38,42 | 38,42 | 884    | Recorde da temporada |
| 5    | BLR Tamara Sivakova           | F12    | 23,07 | 36,81 | x     | 35,43 | 37,61 | 36,10 | 37,61 | 867    | Recorde pessoal      |
| 6    | ARG Mariela Almada            | F12    | x     | 36,52 | 35,08 | 35,96 | 36,38 | x     | 36,52 | 843    |                      |
| 7    | UKR Orysia Ilchyna            | F12    | 35,29 | x     | 34,14 | 32,63 | 34,84 | 32,17 | 35,29 | 814    |                      |
| 8    | ITA Assunta Legnante          | F11    | x     | 23,33 | 30,81 | 23,92 | x     | 25,35 | 30,81 | 799    |                      |
| 9    | CRO Marija Iveković Meštrović | F12    | 33,77 | x     | x     | -     | -     | -     | 33,77 | 776    |                      |
| 10   | MAS Hamela Devi Enikutty      | F12    | x     | 28,31 | 28,74 | -     | -     | -     | 28,74 | 630    |                      |
| 11   | MEX Rita Elena Osorio Cota    | F11    | 19,60 | 5,00  | x     | -     | -     | -     | 19,60 | 404    | Recorde pessoal      |
| 12   | JPN Shiho Watanabe            | F11    | x     | 18,10 | 18,66 | -     | -     | -     | 18,66 | 367    |                      |
| 13   | IRL Ailish Dunne              | F11    | 18,38 | 18,24 | x     | -     | -     | -     | 18,38 | 356    |                      |

## F35/36
| Pos. | Atleta                               | Classe | 1     | 2     | 3     | 4     | 5     | 6     | Marca | Pontos | Notas                |
| ---- | ------------------------------------ | ------ | ----- | ----- | ----- | ----- | ----- | ----- | ----- | ------ | -------------------- |
| 1 !  | CHN Wu Qing                          | F36    | 25,56 | 28,01 | 25,43 | 27,30 | 26,26 | 25,08 | 28,01 | 1032   | Recorde mundial      |
| 2 !  | UKR Mariia Pomazan                   | F35    | 29,46 | 29,51 | 30,12 | 27,97 | 28,88 | 28,31 | 30,12 | 1028   | Recorde mundial      |
| 3 !  | AUS Katherine Proudfoot              | F36    | x     | 21,49 | 24,87 | 25,22 | 20,35 | 23,39 | 25,22 | 956    |                      |
| 4    | CHN Jiongyu Bao                      | F35    | 25,85 | x     | 24,30 | x     | 23,26 | 25,12 | 25,85 | 910    | Recorde asiático     |
| 5    | POL Renata Chilewska                 | F35    | 23,58 | 25,80 | 25,39 | 25,46 | 24,90 | 25,22 | 25,80 | 908    |                      |
| 6    | RSA Chenelle van Zyl                 | F35    | 24,38 | 23,80 | 24,26 | 24,01 | 23,71 | 24,57 | 24,57 | 862    |                      |
| 7    | BRA Marivana Oliveira                | F35    | x     | x     | 22,96 | 22,65 | 23,73 | 22,72 | 23,73 | 827    | Recorde da América   |
| 8    | UKR Alla Malchyk                     | F36    | 20,49 | 21,63 | 20,71 | -     | -     | -     | 21,63 | 811    | Recorde da temporada |
| 9    | COL Martha Liliana Hernández Florián | F35    | 17,59 | 18,77 | 21,40 | 19,34 | 17,06 | 19,25 | 21,40 | 713    | Recorde pessoal      |
| 10   | ARG Perla Amanda Muñoz               | F35    | 17,70 | 16,70 | 17,09 | -     | -     | -     | 17,70 | 494    |                      |

## F37
| Pos. | Atleta                | 1     | 2     | 3     | 4     | 5     | 6     | Marca | Notas                |
| ---- | --------------------- | ----- | ----- | ----- | ----- | ----- | ----- | ----- | -------------------- |
| 1 !  | CHN Mi Na             | 35,35 | x     | 33,69 | 30,71 | 31,88 | 31,52 | 35,35 | Recorde mundial      |
| 2 !  | CHN Xu Qiuping        | 31,25 | 31,24 | x     | 31,09 | x     | 32,08 | 32,08 | Recorde pessoal      |
| 3 !  | GBR Beverley Jones    | 26,46 | 27,44 | 30,04 | 29,91 | x     | 30,99 | 30,99 | Recorde da temporada |
| 4    | UKR Viktorya Yasevych | 29,06 | x     | 27,46 | x     | 29,79 | x     | 29,79 | Recorde pessoal      |
| 5    | BRA Shirlene Coelho   | 21,62 | 25,44 | 26,12 | x     | 24,91 | 27,58 | 27,58 | Recorde da temporada |
| 6    | CHN Jia Qianqian      | 25,59 | 22,53 | 24,81 | 26,37 | 24,21 | 27,17 | 27,17 | Recorde da temporada |
| 7    | VEN Yomaira Cohen     | 24,12 | 26,24 | x     | 24,65 | 24,87 | 25,88 | 26,24 | Recorde pessoal      |
| 8    | CZE Eva Berná         | 24,77 | x     | 24,36 | x     | 24,30 | 23,79 | 24,77 |                      |
| 9    | LAT Taiga Kantane     | 23,84 | 23,94 | x     | -     | -     | -     | 23,94 |                      |

## F40
| Pos. | Atleta             | 1     | 2     | 3     | 4     | 5     | 6     | Marca | Notas            |
| ---- | ------------------ | ----- | ----- | ----- | ----- | ----- | ----- | ----- | ---------------- |
| 1 !  | MAR Najat El Garaa | 29,18 | 29,95 | 28,87 | 29,18 | 32,37 | 29,67 | 32,37 | Recorde mundial  |
| 2 !  | TUN Raoua Tlili    | 31,16 | x     | x     | 30,09 | x     | 28,76 | 31,16 | Recorde pessoal  |
| 3 !  | CHN Genjimisu Meng | 30,44 | 30,15 | 29,34 | 29,33 | 28,56 | x     | 30,44 | Recorde asiático |
| 4    | MAR Laila El Garaa | 24,81 | x     | x     | 25,45 | x     | 25,57 | 25,57 |                  |
| 5    | POL Daria Kabiesz  | 23,36 | x     | 23,50 | 24,99 | 22,76 | 24,54 | 24,99 | Recorde europeu  |
| 6    | ALG Fatiha Mehdi   | 12,25 | 12,77 | 13,64 | x     | 13,24 | 13,26 | 13,64 |                  |

## F51/52/53
| Pos. | Atleta                | Classe | 1     | 2     | 3     | 4     | 5     | 6     | Marca | Pontos | Notas                |
| ---- | --------------------- | ------ | ----- | ----- | ----- | ----- | ----- | ----- | ----- | ------ | -------------------- |
| 1 !  | GBR Josie Pearson     | F51    | 6,38  | 6,54  | 6,58  | 6,04  | 6,51  | 6,57  | 6,58  | 1122   | Recorde mundial      |
| 2 !  | IRL Catherine O'Neill | F51    | 5,66  | 5,45  | 5,59  | 5,62  | 5,61  | 5,51  | 5,66  | 880    | Recorde da temporada |
| 3 !  | USA Zena Cole         | F51    | 5,02  | 5,14  | 5,25  | 4,94  | 4,84  | 5,16  | 5,25  | 771    | Recorde da América   |
| 4    | USA Cassie Mitchell   | F52    | x     | x     | 12,21 | 11,01 | 12,96 | x     | 12,96 | 751    | Recorde da América   |
| 5    | TUN Dhouha Chelhi     | F51    | 4,43  | 3,81  | 4,12  | 4,29  | 4,28  | 4,76  | 4,76  | 643    |                      |
| 6    | MEX Estela Salas      | F53    | 11,88 | 11,70 | 12,33 | 11,42 | 11,59 | 11,98 | 12,33 | 591    |                      |
| 7    | TUN Bochra Rzouga     | F53    | 10,44 | 10,37 | 10,10 | 9,28  | 10,15 | 9,76  | 10,44 | 424    |                      |
| 8    | BRN Fatema Nedham     | F53    | 9,83  | 9,26  | 9,02  | x     | x     | x     | 9,83  | 375    | Recorde asiático     |

## F57/58
| Pos.    | Atleta                        | Classe | 1     | 2     | 3     | 4     | 5     | 6     | Marca | Pontos | Notas                |
| ------- | ----------------------------- | ------ | ----- | ----- | ----- | ----- | ----- | ----- | ----- | ------ | -------------------- |
| 1 !     | ALG Nassima Saifi             | F58    | 40,34 | x     | x     | 36,44 | x     | x     | 40,34 | 1004   | Recorde paralímpico  |
| 2 !     | BUL Stela Eneva               | F58    | 34,35 | x     | 36,56 | x     | 36,34 | x     | 36,56 | 926    | Recorde da temporada |
| 3 !     | IRL Orla Barry                | F57    | 28,12 | 28,01 | x     | 27,71 | x     | 26,21 | 28,12 | 921    |                      |
| 4       | ALG Nadia Medjmedj            | F57    | 26,96 | 27,56 | 27,80 | x     | 22,91 | x     | 27,80 | 911    | Recorde da temporada |
| 5       | NGR Grace Nwaozuzu            | F58    | 33,77 | 31,08 | 22,38 | 29,94 | 32,65 | 32,73 | 33,77 | 850    | Recorde pessoal      |
| 6       | RUS Larisa Volik              | F57    | x     | 23,49 | 25,07 | 24,83 | 21,25 | x     | 25,07 | 808    |                      |
| 7       | UAE Siham Alrasheedy          | F57    | x     | 24,15 | 24,23 | 21,75 | 24,33 | x     | 24,33 | 776    |                      |
| 8       | BUL Ivanka Koleva             | F57    | 21,57 | 23,15 | 22,78 | 20,48 | 11,90 | 21,30 | 23,15 | 720    | Recorde da temporada |
| 9       | GER Ilke Wyludda              | F58    | 29,57 | x     | 28,74 | -     | -     | -     | 29,57 | 705    | Recorde pessoal      |
| 10      | CHN Liu Ming                  | F57    | 22,66 | x     | x     | -     | -     | -     | 22,66 | 695    | Recorde da temporada |
| 11      | VIE Thi Hai Nguyen            | F58    | 27,39 | 28,14 | x     | -     | -     | -     | 28,14 | 647    |                      |
| 12      | MEX Catalina Rosales Montiel  | F58    | 26,79 | x     | 27,52 | -     | -     | -     | 27,52 | 621    | Recorde da temporada |
| 13      | NGR Eucharia Iyiazi           | F58    | x     | x     | 26,61 | -     | -     | -     | 26,61 | 581    |                      |
| 14      | AZE Madinat Abdullayeva       | F57    | 17,67 | 18,04 | 19,21 | -     | -     | -     | 19,21 | 501    | Recorde da temporada |
| 15      | KEN Mary Nakhumicha Zakayo    | F57    | 16,93 | 15,28 | 17,53 | -     | -     | -     | 17,53 | 399    | Recorde da temporada |
| 16      | FRA Evelyne Tuitavake         | F58    | x     | 20,94 | x     | -     | -     | -     | 20,94 | 319    |                      |
| 17      | COD Dedeline Mibbamba Kimbata | F58    | 9,29  | 8,61  | 8,75  | -     | -     | -     | 9,29  | 11     | Recorde da temporada |
| 00,00 ! | CHN Li Ling                   | F57    | x     | x     | x     | -     | -     | -     | NM    |        |                      |

Legenda
| Recorde mundial      | Recorde mundial (World record)               |                       | Recorde africano                      | Recorde africano (African) |                                           | Q | Classificado por posição (Qualified) |
| Recorde paralímpico  | Recorde paralímpico (Paralympic record)      | Recorde da América    | Recorde da América (Americas)         | q                          | Classificado por melhor tempo (Qualified) |   |                                      |
| Melhor marca do ano  | Melhor marca do ano (World leading)          | Recorde asiático      | Recorde asiático (Asian)              | DNS                        | Não largou (Did not start)                |   |                                      |
| Recorde nacional     | Recorde nacional (National record)           | Recorde europeu       | Recorde europeu (European)            | DNF                        | Não terminou (Did not finish)             |   |                                      |
| Recorde pessoal      | Recorde pessoal do atleta (Personal best)    | Recorde da Oceania    | Recorde da Oceania (Oceania)          | DSQ / DQ                   | Desclassificado (Disqualified)            |   |                                      |
| Recorde da temporada | Recorde da temporada do atleta (Season best) | Recorde sul-americano | Recorde sul-americano (South America) | NM                         | Sem marca (No mark)                       |   |                                      |